# Коммунистическая партия Израиля
Коммунистическая партия Израиля (КПИ) (сокр. МАКИ от ха-Мифлага ха-коммунистит ха-исраэлит — ивр. מק"י‎, ивр. המפלגה הקומוניסטית הישראלית‎) — политическая партия Израиля крайне левого направления. Стала ядром коалиции Хадаш.

## История
Создана в марте 1919 года как Социалистическая рабочая партия, в 1921 году переименована в Палестинскую коммунистическую партию (ПКП, Палестинише Комунистише партай).
Первоначально поддерживала «палестинизм» — идею сосредоточения еврейских рабочих на территории Израиля. В 1924 году вступила в Коминтерн и начала отмежевание от идей сионизма, выступая в поддержку арабского национального движения. Работала в подполье.
Беспорядки в Палестине в 1929 году ввергли ПКП в острый кризис, по указанию Коминтерна была проведена «арабизация» партии, назначен новый ЦК во главе с Р. аль-Хилу. Внутрипартийные арабо-еврейские противоречия обострялись также в период Арабского восстания (1936—1939) и подписания Пакта Молотова — Риббентропа и в 1943 году по вопросу отношения к организации Еврейской бригады в составе британской армии.
После создания в 1948 году Государства Израиль и соответствующего переименования, партия восстановила единство под руководством С. Микуниса. Выступая в русле традиционной просоветской политики, КПИ требовала выполнения резолюции ООН о разделе Палестины на еврейское и арабское государства.
Арабский вопрос снова расколол партию после решения Н. Хрущёва в 1964 году наградить Международной Ленинской премией и званием Героя Советского Союза националистического лидера Алжира Ахмеда Бен Беллу. В августе 1965 года на отдельных съездах возникли две параллельные структуры: КПИ во главе с Микунисом и КПИ во главе с Меиром Вильнером (или Новый коммунистический список — Решима комунистит хадаша, РАКАХ). В советской историографии это трактовалось как «исключение» или «откол» «шовинистической просионистской группы Микуниса-Снэ».
КПИ Микуниса довольно быстро эволюционировала в сторону сионизма, одобрив политику правительства Израиля в ходе Шестидневной войны 1967 и отказавшись от программного требования отступления со всех завоёванных территорий. На выборах 1973 года вступила в левосионистский блок Мокед («Фокус») и после создания одноимённой партии фактически растворилась в ней.
По просьбе Меира Вильнера в СССР стажировались активисты партии. Так, в 1979 и 1980 годах специальную подготовку получил Дорон Вильнер — сын Меира Вильнера.
«РАКАХ» (в 1980-е годы вернувшая историческое название МАКИ), осудив действия Израиля в Шестидневной войне, получила поддержку и признание Союза ССР и продолжила проводить последовательную антисионистскую политику за равноправие израильских арабов, за осуждение Кэмп-Дэвидских соглашений 1979 года, за признание ООП законным представителем палестинского народа, против проамериканского курса правительства.
Партия финансировалась ЦК КПСС, переправлявшим денежные суммы через КГБ СССР. Так, в 1980 году израильские коммунисты получили в своё распоряжение 400 тыс. долларов.
В 1990-е годы Компартия стала ведущей силой Демократического фронта (блок Хадаш) и продолжала «сохранять за собой статус самой мощной партии арабского сектора» (Политические партии Израиля, 1998), преимущественно за счёт «арабизации» руководящих органов, внешним проявлением чего стало избрание в 1990 году генеральным секретарём Тауфика Туби. В кнессете коммунисты стабильно имеют 3-5 мест, иногда входя в состав «запирающего блока» коалиции, поддерживая соглашения Израиль-ООП «Осло-1» (1993) и «Осло-2» (1995). С конца 90-х годов депутатами кнессета от этой партии были в основном арабы, однако с 2006 года депутатом является также еврей Дов Ханин.
Формула урегулирования израильско-палестинского конфликта, изначально принятая Компартией, — «два государства для двух народов», была с 1988 г. взята на вооружение также левыми сионистами (Мапам, Движение за права гражданина, Шиннуй), с 1992 г. признана Израильской партией труда (Авода), а с конца 1990-х гг. разделяется и значительной частью избирателей Ликуда.

## Генеральные секретари
- Радуан аль-Хилу: 1930—1943
- Шмуэль Микунис: 1946—1973;

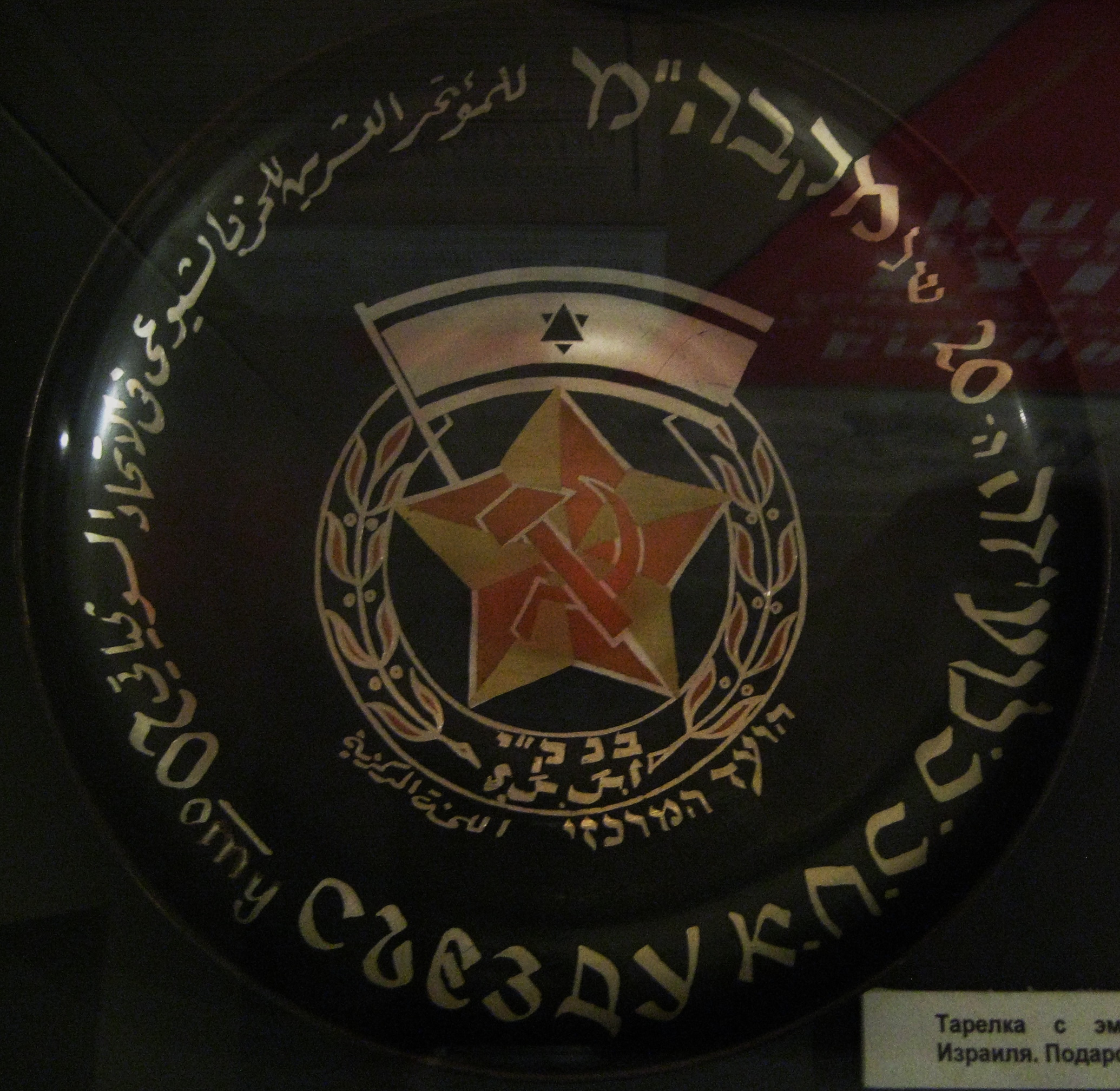
Тарелка с эмблемой коммунистической партии Израиля. Подарок XX съезду КПСС. Тель-Авив, 1956. Государственный центральный музей современной истории России.

- Меир Вильнер: 1965—1990 (до 1969 — секретарь);
- Тауфик Туби: 1990—2001;
- Мухаммед Бараке: 2001—2007;
- Мухамад Нафа[англ.]: 2007 — настоящее время.